# Animale in gabbia sta arrivando
Animale in gabbia sta arrivando è il primo EP del rapper italiano Mondo Marcio, pubblicato il 24 ottobre 2009 dalla Mondo Records.

## Tracce
1. Tieni il resto
2. Lasciami un messaggio
3. Passaparola
4. Non fa per me
5. Brutto carattere